# شرابة الحرير الفادينية
شرابة الحرير الفادينية (الاسم العلمي:Garrya fadyenii) هو نوع من النباتات يتبع جنس شرابة الحرير من فصيلة شرابات الحرير.